# 汾口镇
汾口镇位于中华人民共和国浙江省杭州市淳安县西部，西接衢州、北临安徽，是杭州的西大门，淳安县西部原遂安县区域的中心城镇。面积122平方公里，辖72个行政村和1个社区，共1.2万户，人口4.2万，其中非农业人口約5000人。全镇耕地面积1.86万亩，山林面积12.7万亩。是浙江省小城镇综合改革试点镇，全省136个省级中心镇之一。

## 辖区
该镇辖有：	杨旗社区、交界村、宏鲍村、汪家桥村、汪家村、寺下村、石畈村、简门村、经门村、三底村、郑家村、宋祁村、西村、程店村、三畈村、巧塘村、陆乡村、宋京村、湛川村、横沿村、山头村、赤川口村、龙门村、三渡村、仙居村、富占源村、舒翠村、杨旗坦村、祝家村、龙山村、天林庄村、射墩村、茅屏村、云林村、鲁村、龙姚村、龙源村、毛家村、栗园里村、岭后村、汾口村、章姚村、强川村、红星村、翁川源村、桃林畈村、红旗村、石峰村、峰溪村、富塘村、百亩畈村、荷塘村。

## 外部連結
- 汾口镇政府信息公开